# Odontopera unifasciata
Odontopera unifasciata là một loài bướm đêm trong họ Geometridae.